# Pierre levée de Beauregard
Pour les articles homonymes, voir Pierre levée.
La Pierre levée de Beauregard est le vestige d'un dolmen situé à Chaillevette, dans le département de la Charente-Maritime en France.

## Description
Ce bloc de pierre en conglomérat, appelé localement « moullère », serait l'unique vestige du dolmen dit de la Grosse Borne. Il est cité pour la première fois en 1911 par Arthur Cousset puis mentionné ultérieurement sans précision supplémentaire.